# Atouabet
Atouabet  (in arabo اتوابت‎?) è un centro abitato e comune rurale del Marocco situato nella provincia di Safi, regione di Marrakech-Safi. Conta una popolazione di 10 704 abitanti (censimento 2014).